# Montbolo
Montbolo (in catalano Montboló) è un comune francese di 187 abitanti situato nel dipartimento dei Pirenei Orientali nella regione dell'Occitania.

## Società

### Evoluzione demografica
Abitanti censiti